# 977 Philippa
977 Philippa è un asteroide della fascia principale del diametro medio di circa 65,67 km. Scoperto nel 1922, presenta un'orbita caratterizzata da un semiasse maggiore pari a 3,1159236 UA e da un'eccentricità di 0,0292203, inclinata di 15,19978° rispetto all'eclittica.
Il suo nome è in onore del barone francese Philippe de Rothschild.